# Scopolia japonica
Scopolia japonica, la belladonna japonesa, es una  planta herbácea perteneciente a la familia de las solanáceas. Se encuentra en Japón y Corea.

## Descripción
Crece en los pantanos en los bosques, alcanzando un tamaño de aproximadamente 30-60 cm de altura, con un tallo subterráneo grueso. Florece de abril a mayo y produce flores de color púrpura oscuro. Fructifica alrededor de julio. Las semillas son de color negro. 

## Propiedades
Las cumarinas: umbeliferona y escopoletina han sido aisladas de las raíces de la Scopolia japonica. Las raíces peludas también se han utilizado para producir los alcaloides escopolamina e hiosciamina.

## Taxonomía
Scopolia japonica fue descrita por Carl Maximowicz y publicado en Bull. Acad. Petersb. 18: 57, en el año 1873.
Sinonimia
- Scopolina japonica Kuntze[3]